# Обратное словообразование
Обратное словообразование, или редеривация, — возникновение слова путём интерпретации слова как производного и разбиение его на морфемы в связи с переосмыслением и семантическим сближением с другими словами, к примеру приводящее к отделению из него ложного аффикса. 

## Примеры
Голландское слово zondek, образованное как zon («солнце») + dek («покров»), было переинтерпретировано как зонтик = зонт + -ик, и после отделения ложного уменьшительно-ласкательного суффикса -ик появилось русское слово зонт. Обратное словообразование часто использует переразложение при помощи народной этимологии.
Слово коляска, заимствование из пол. kolaska, которое произошло от итал. calesse в русском языке встало в ряд «колесо», «колея» и т. д. и получило корень «кол».